# Federico de Botella y de Hornos

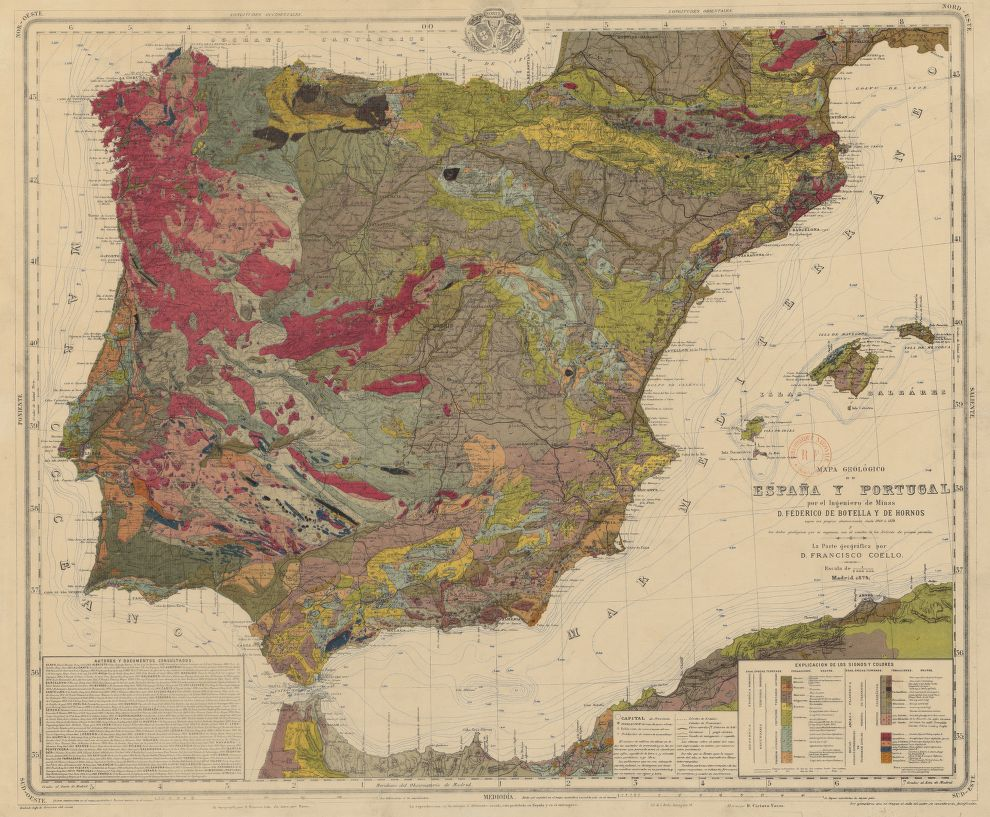
Mapa geológico de España y Portugal, escala original 1:2.000.000, 1879.

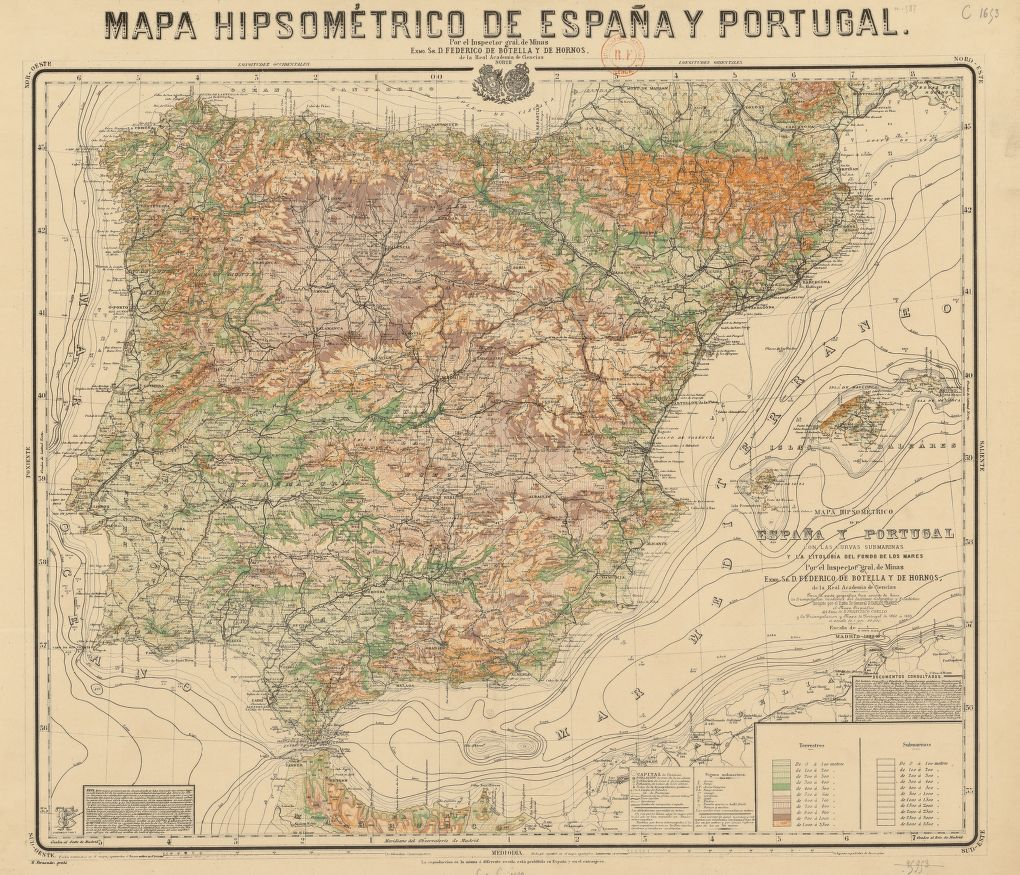
Mapa hipsométrico de España y Portugal escala original 1:2.000.000, 1888-1890.

Federico de Botella y de Hornos (Alacant, 12 de maig de 1822- 27 de novembre de 1899) va ser un enginyer de mines i cartògraf valencià.
De molt jovenet va emigrar a París amb la seva família, on es va educar; va estudiar al Collège Royal de Bourbon i l'École Royal des Mines, retornant a Espanya en 1845. Fou inspector general del Cos d'Enginyers de Mines i Cap del Servei Estadístic Miner. Va realitzar mapes geològics de Múrcia i Albacete— amb la seva Descripción geológica minera de las provincias de Murcia y Albacete—, així com un geològic complet de la península Ibèrica, amb la col·laboració de Francisco Coello, de relleu i hipsomètrics, entre molts altres.
Va assistir a diversos congressos internacionals de geografia, va ser director de les mines de carbó de la localitat d'Henarejos (Conca) i membre de la Comissió del Mapa Geològic d'Espanya. En 1877 va ser nomenat membre de nombre de la Reial Acadèmia de Ciències Exactes, Físiques i Naturals en substitució de Felipe Naranjo y Garza, en la medalla 33, en renyida pugna amb el murcià Ángel Guirao y Navarro, encara que no prendria possessió fins a 1884 amb el discurs Orografía del territorio español y leyes generales a que parece sometida.